# Hemitriccus
Hemitriccus – rodzaj ptaków z podrodziny klinodziobków (Triccinae) w rodzinie muchotyranikowatych (Pipromorphidae).

## Zasięg występowania
Rodzaj obejmuje gatunki występujące w Ameryce Południowej.

## Morfologia
Długość ciała 7,6–12 cm; masa ciała 6,5–13,5 g.

## Systematyka

### Etymologia
- Musciphaga: łac. musca „mucha”, od gr. μυια muia, μυιας muias „mucha”; gr. -φαγος -phagos „jedzący”, od φαγειν phagein „jeść”[7].
- Hemitriccus: gr. ἡμι- hemi- „mały”; τρικκος trikkos „niezidentyfikowany mały ptak”; w ornitologii triccus oznacza tyrankę[8].
- Microcochlearius: gr. μικρος mikros „mały”; rodzaj Cochlearius Brisson, 1760 (rakojad)[9]. Gatunek typowy: Euscarthmus josephinae C. Chubb, 1914.
- Andinotriccus: nowołac. Andinus „andyjski”, od łac. Andium „Andy”; τρικκος trikkos „niezidentyfikowany mały ptak”; w ornitologii triccus oznacza tyrankę[10]. Gatunek typowy: Todirostrum granadense Hartlaub, 1843.
- Bornscheinia: Marcos Ricardo Bornschein, brazylijski ornitolog i herpetolog[11]. Gatunek typowy: E[uscarthmus] orbitatus zu Wied, 1831.

### Podział systematyczny
Do rodzaju należą następujące gatunki:
- Hemitriccus diops (Temminck, 1822) – smukłodziobek szaropierśny
- Hemitriccus obsoletus (Miranda-Ribeiro, 1905) – smukłodziobek bambusowy
- Hemitriccus josephinae (C. Chubb, 1914) – smukłodziobek gujański
- Hemitriccus flammulatus von Berlepsch, 1901 – smukłodziobek płowy
- Hemitriccus rufigularis (Cabanis, 1873) – smukłodziobek andyjski
- Hemitriccus granadensis (Hartlaub, 1843) – smukłodziobek czarnobrody
- Hemitriccus cinnamomeipectus Fitzpatrick & O’Neill, 1979 – smukłodziobek cynamonowy
- Hemitriccus kaempferi (J.T. Zimmer, 1953) – smukłodziobek bury
- Hemitriccus mirandae (E. Snethlage, 1925) – smukłodziobek oliwkowy
- Hemitriccus orbitatus (zu Wied, 1831) – smukłodziobek okularowy